# Castrillo de la Vega
Castrillo de la Vega – gmina w Hiszpanii, w prowincji Burgos, w Kastylii i León, o powierzchni 26,4 km². W 2011 roku gmina liczyła 644 mieszkańców.